# The Silver Seas
The Silver Seas Anteriormente conocidos como The Bees, son una banda de pop-rock de Nashville, Tennessee, Estados Unidos. Se formó cuando el productor y músico Jason Lehning conoció a Daniel Tashian, hijo de Barry y Holly Tashian. Hicieron su primer show como The Bees en 1999 y gira como teloneros de Guster en 2004 después de la publicación independiente de su álbum debut, Starry Gazey Pie.

## Discografía
- Starry Gazey Pie (2004)
- High Society (2006)
- Château Revenge! (2010)
- Alaska (2013)
- Moonlight Road (2018)

## Miembros de la banda
Miembros Activos
- Daniel Tashian: Voz principal y guitarra
- David Gehrke: Batería y coro
- Jason Lehning: Piano y coro

Exmiembros
- John Deaderick
- Robbie Harrington
- Lex Price

- Datos: Q7764304